# Hypocassida subferruginea
Hypocassida subferruginea là một loài bọ cánh cứng trong họ Chrysomelidae. Loài này được Schrank miêu tả khoa học năm 1776.

## Hình ảnh

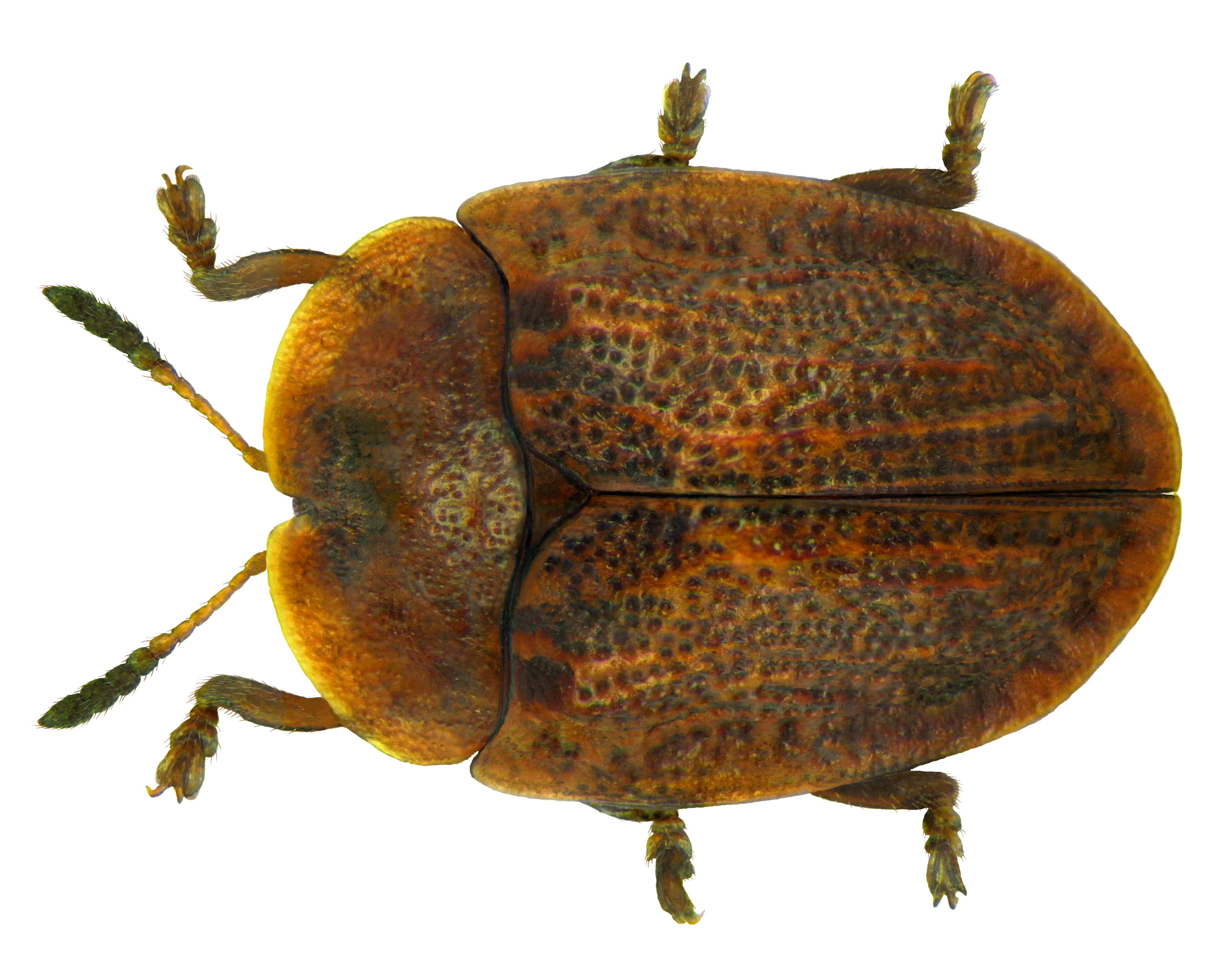